# جسم و روح (فیلم ۱۹۹۹)
جسم و روح (به انگلیسی: Body and Soul) فیلمی محصول سال ۱۹۹۹ و به کارگردانی سام هنری کاس است. در این فیلم بازیگرانی همچون ری مانچینی، مایکل چکلیس، جنیفر بیلز، راد استایگر، جو مانتگنا و تانی ولش ایفای نقش کرده‌اند.